# Enareus

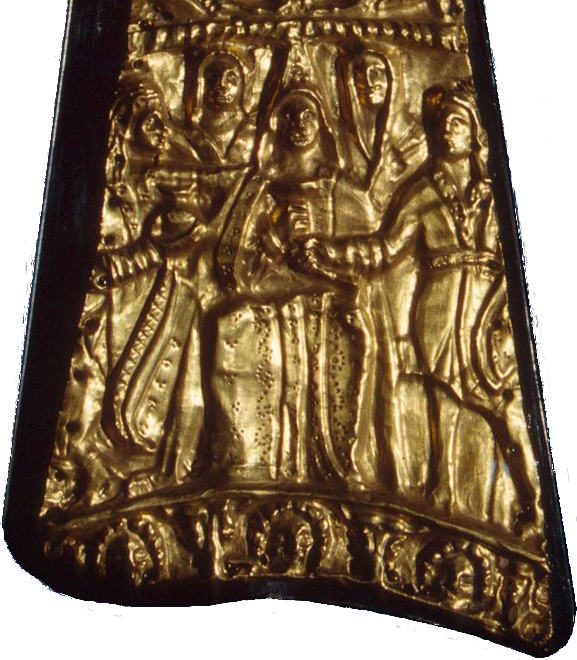
Detalhe do cocar Karagodeuashkh kurgan, mostrando Artimpasa ou sua sacerdotisa chefe no centro cercada por sacerdotisas e um Enareu à direita

Os Enarei, singular Enaree (língua grega antiga Ἐνάρεες Enárees,  Ἀναριεῖς Anarieîs,  derivado do termo iraniano  * anarya, que significa "pouco masculino "), eram sacerdotes citas andróginos / efeminados e adivinhos xamanistas.

## Papel religioso
Os Enarei realizaram o culto a Artimpasa e desempenharam um papel político importante na sociedade cita, pois se acreditava que eles receberam o dom da profecia diretamente da deusa Argimpasa (misturada por Heródoto com Afrodite). Os Enarei  usavam roupas femininas, realizavam trabalhos e costumes femininos e falavam de maneira feminina. Eles eram bem aceitos e reverenciados na sociedade Cítia.
Religião cita incluía xamanismo e adivinhação, ambos adoravam a natureza e as divindades e não tinham templos. O xamanismo dos citas envolveu êxtase religioso por meio do uso de cannabis com autores modernos afirmando que Enarei provavelmente realizava esses ritos, assim como 'xamãs que cruzam o gênero' de outras culturas.

## Advinhação
Heródoto descreve as práticas de adivinhação citas: o método empregado pelos Enarei diferia daquele praticado pelos adivinhos citas tradicionais: enquanto os últimos usavam um feixe de hastes de salgueiro, os Enarei usavam tiras cortadas da casca da tília (gênero  tilia ) para contar o futuro.

## Androginia
Hipócrates escreveu que Enarei "faria o papel de mulher", o que foi interpretado como se referindo a ser a pessoa passiva (posição sexual) em uma relação homossexual. Aristóteles os descreveu com a palavra "malakoi" (suave, afeminado), o que também tem a conotação de passividade homossexual.
Heródoto, que usa o termo "androginia" (ἀνδρόγονος), explica sua condição afeminada com a história dos citas que pilharam o templo de Afrodite Urânia em Askelon, e todos os seus descendentes depois eles, afligidos pela deusa com a doença "feminina". Hipócrates, que fala sobre os Enarees em sua obra  Corpus Hippocraticum, teorizou que eles eram impotentes como resultado de contínuas cavalgadas, e por isso adotaram papéis femininos. Hipócrates também sublinhou que apenas os homens nobres e poderosos (que andavam a cavalo) se tornaram Enarei.

### Hipóteses modernas
O arqueólogo Timothy Taylor em seu livro de 1996  The Prehistory of Sex  propôs uma teoria de que Enarei bebeu urina de égua grávida para induzir a feminização hormonal. Ele baseia sua teoria no costume de algumas pessoas de consumir urina de animais. Há poemas de Ovídio mencionando  vírus amantis equae  ("lodo / fluxo de égua no cio") como ingrediente em sua obra Medicamina Faciei Femineae (como uma "perniciosa" / "nociva") bruxaria e o uso moderno de estrogênios equinos para terapia de reposição hormonal transfeminina. Apesar da falta de evidências diretas, essa ideia ganhou popularidade e foi citada e tal  desinformação passada como um fato na internet.